# Cranio di Mojokerto

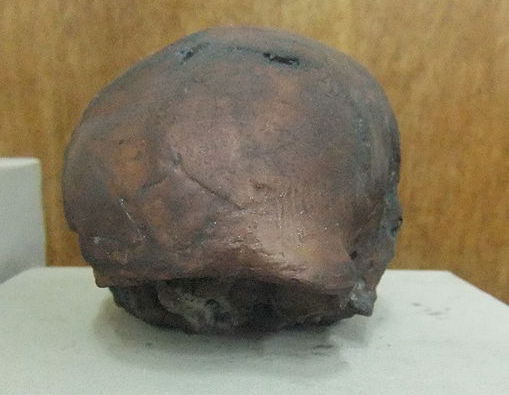
Cranio di Mojokerto

Con il termine Cranio di Mojokerto o bambino di Mojokerto si indica una calotta cranica fossile di un bambino di età attorno ai due anni ritrovata nel 1936 nei pressi della città di Mojokerto in Indonesia.
Il reperto viene fatto risalire al primo quaternario e, secondo i principali studiosi, sarebbe una forma giovanile di pitecantropo, ancorché la datazione lo ponga in un periodo antecedente alla presenza diffusa del pitecantropo.
Fisicamente presenta un volume di circa 700 cm3 e caratteristiche intermedie tra le forme di ominidi e la struttura presentata dall'uomo moderno. Questa conformazione ha portato gli studiosi a formulare ipotesi diverse, tra chi lo ritiene un esemplare giovane del cosiddetto uomo di Ngandong e chi lo ritiene una forma del sinantropo che si avvicina all'uomo di Neanderthal.